# Micky van de Ven
Micky van de Ven, né le 19 avril 2001 à Wormer aux Pays-Bas, est un footballeur international néerlandais qui évolue au poste de défenseur central au Tottenham Hotspur.

## Biographie

### En club

#### FC Volendam
Né à Wormer aux Pays-Bas, Micky van de Ven est formé par le FC Volendam. Le 18 juillet 2019, il signe son premier contrat professionnel avec Volendam.
Le 11 décembre 2020, Van de Ven inscrit son premier but en professionnel lors d'une rencontre de championnat face au FC Den Bosch. Titulaire, il participe à la victoire de son équipe par six buts à zéro.

#### VfL Wolfsburg
Le 31 août 2021, Micky van de Ven s'engage en faveur du VfL Wolfsburg, alors qu'il est également courtisé par le Feyenoord Rotterdam. Il signe un contrat courant jusqu'en juin 2025 avec le club allemand. 
Van de Ven joue son premier match sous ses nouvelles couleurs le 6 novembre 2021, lors d'une rencontre de Bundesliga face au FC Augsbourg. Il entre en jeu à la place de Sebastiaan Bornauw et son équipe s'impose par un but à zéro. Peu utilisé lors de sa première saison sous les ordres de Florian Kohfeldt, le défenseur néerlandais est également écarté des terrains en février 2022 à la suite d'une blessure à la cuisse, ce qui lui vaut plusieurs mois d'absence. Il fait toutefois son retour en fin de saison, étant notamment titularisé pour la première fois le 7 mai 2022 contre le 1. FC Cologne, à un poste inhabituel d'arrière gauche, en raison notamment de l'absence sur blessure de Jérôme Roussillon. Son équipe s'impose par un but à zéro ce jour-là,. 

#### Tottenham Hotspur
Le 8 août 2023, Micky van de Ven rejoint l'Angleterre afin de s'engager en faveur du Tottenham Hotspur. Il signe un contrat courant jusqu'en juin 2029,.
Il joue son premier match pour Tottenham le 13 août 2023, à l'occasion de la première journée de la saison 2023-2024 de Premier League face au Brentford FC. Il est titularisé et les deux équipes se neutralisent (2-2 score final),. Van de Ven marque son premier but pour Tottenham le 7 octobre 2023, lors d'une rencontre de championnat face à Luton Town. Titulaire ce jour-là, il donne la victoire à son équipe en étant l'unique buteur de la partie,.
Le 31 janvier 2024, lors d'un match de championnat opposant son équipe à celle de Brentford, il est flashé à 37,38 km/h, ce qui constitue le record de vitesse du championnat d'Angleterre.

### En sélection
Micky van de Ven joue son premier match avec l'équipe des Pays-Bas espoirs le 12 novembre 2021, face à la Bulgarie. Il entre en jeu à la place de Ian Maatsen et son équipe s'impose par trois buts à un.
Le 1er septembre 2023, Micky van de Ven est convoqué pour la première fois avec l'équipe nationale des Pays-Bas par le sélectionneur Ronald Koeman,.
C'est lors du rassemblement suivant que Van de Ven honore sa première sélection avec les Pays-Bas, le 13 octobre 2023 contre la France. Au cours d'un match dominé par les Bleus, il entre en jeu à la place de Nathan Aké mais son équipe s'incline par deux buts à un,.
Le 29 mai 2024, il figure dans la liste des 26 joueurs néerlandais retenus par Ronald Koeman pour participer à l'Euro 2024.

## Statistiques
| Saison                | Club                  | Championnat           | Championnat | Championnat | Championnat | Coupe nationale | Coupe nationale | Coupe nationale | Coupe de la Ligue | Coupe de la Ligue | Coupe de la Ligue | Compétition(s) continentale(s) | Compétition(s) continentale(s) | Compétition(s) continentale(s) | Compétition(s) continentale(s) | Play-offs | Play-offs | Play-offs | Supercoupe de l'UEFA | Supercoupe de l'UEFA | Supercoupe de l'UEFA | Pays-Bas | Pays-Bas | Pays-Bas | Total | Total | Total |
| Saison                | Club                  | Division              | M.          | B.          | P.d.        | M.              | B.              | P.d.            | M.                | B.                | P.d.              | Comp.                          | M.                             | B.                             | P.d.                           | M.        | B.        | P.d.      | M.                   | B.                   | P.d.                 | M.       | B.       | P.d.     | M.    | B.    | P.d.  |
| 2019-2020             | FC Volendam           | Eerste Divisie        | 19          | 0           | 0           | 1               | 0               | 0               | -                 | -                 | -                 | -                              | -                              | -                              | -                              | -         | -         | -         | -                    | -                    | -                    | -        | -        | -        | 20    | 0     | 0     |
| 2020-2021             | FC Volendam           | Eerste Divisie        | 26          | 2           | 1           | 1               | 0               | 0               | -                 | -                 | -                 | -                              | -                              | -                              | -                              | 1         | 0         | 0         | -                    | -                    | -                    | -        | -        | -        | 28    | 2     | 1     |
| Sous-total            | Sous-total            | Sous-total            | 45          | 2           | 1           | 2               | 0               | 0               | 0                 | 0                 | 0                 | -                              | 0                              | 0                              | 0                              | 1         | 0         | 0         | -                    | -                    | -                    | -        | -        | -        | 48    | 2     | 1     |
| 2021-2022             | VfL Wolfsburg         | Bundesliga            | 5           | 0           | 0           | -               | -               | -               | -                 | -                 | -                 | C1                             | -                              | -                              | -                              | -         | -         | -         | -                    | -                    | -                    | -        | -        | -        | 5     | 0     | 0     |
| 2022-2023             | VfL Wolfsburg         | Bundesliga            | 33          | 1           | 1           | 3               | 0               | 0               | -                 | -                 | -                 | -                              | -                              | -                              | -                              | -         | -         | -         | -                    | -                    | -                    | -        | -        | -        | 36    | 1     | 1     |
| Sous-total            | Sous-total            | Sous-total            | 38          | 1           | 2           | 3               | 0               | 0               | 0                 | 0                 | 0                 | -                              | 0                              | 0                              | -                              | -         | -         | -         | -                    | -                    | -                    | -        | -        | -        | 41    | 1     | 2     |
| 2023-2024             | Tottenham Hotspur     | Premier League        | 27          | 3           | 0           | 1               | 0               | 0               | 1                 | 0                 | 0                 | -                              | -                              | -                              | -                              | -         | -         | -         | -                    | -                    | -                    | 8        | 0        | 0        | 37    | 3     | 0     |
| 2024-2025             | Tottenham Hotspur     | Premier League        | 13          | 0           | 2           | 0               | 0               | 0               | 1                 | 0                 | 0                 | C3                             | 8                              | 0                              | 0                              | -         | -         | -         | -                    | -                    | -                    | 4        | 1        | 1        | 26    | 1     | 3     |
| 2025-2026             | Tottenham Hotspur     | Premier League        | 1           | 0           | 0           | 0               | 0               | 0               | 0                 | 0                 | 0                 | C1                             | 0                              | 0                              | 0                              | -         | -         | -         | 1                    | 1                    | 0                    | 0        | 0        | 0        | 2     | 1     | 0     |
| Sous-total            | Sous-total            | Sous-total            | 41          | 3           | 2           | 1               | 0               | 0               | 2                 | 0                 | 0                 | -                              | 8                              | 0                              | -                              | -         | -         | -         | 1                    | 1                    | 0                    | 12       | 1        | 1        | 65    | 5     | 3     |
| Total sur la carrière | Total sur la carrière | Total sur la carrière | 124         | 6           | 5           | 6               | 0               | 0               | 2                 | 0                 | 0                 | -                              | 8                              | 0                              | 0                              | 1         | 0         | 0         | 1                    | 1                    | 0                    | 12       | 1        | 1        | 154   | 8     | 6     |

## Palmarès
Tottenham Hotspur
- Ligue Europa (1) :
  - Vainqueur en 2025[22]’[23]